# 花形ボクシングジム
花形ボクシングジム（はながたボクシングジム）は、横浜市都筑区池辺町に所在する東日本ボクシング協会加盟のジムである。別称鴨居ジム。

## 歴史
1985年1月、元WBA世界フライ級王者で当時テレビ朝日「エキサイトボクシング」解説者だった花形進が引退から9年後に「MI花形ジム」として設立。花形会長は神奈川県下の東日本ボクシング協会加盟ジムで構成する神奈川拳志会会長でもある。3階建ての自社ビルで合宿所も完備し国内屈指の充実した設備を誇る。
13年半にわたって選手活動を続け、プロデビューから約11年後の62戦目で世界王座を獲得した自身の経験から、選手育成のポリシーは「長く続けさせること」としている。また、過去にボクサーの自立を促す目的でラーメン店「花形ラーメン」を立ち上げたこともある（後に閉店）。
2000年12月6日パシフィコ横浜、ジムの設立から15年、単独でプロモーターを務めた初の興行（帝拳プロモーション・テレビ東京・横浜光ボクシングジム全面協力）でデビューから約12年が経過した31歳の星野敬太郎を世界王座に導き、日本初の「師弟世界チャンピオン」となった。
星野が5度防衛した日本タイトルを返上し、スーツを着て「もうやめます」と花形に伝えに来た時、花形は「きっとまたやりたくなるだろう」と考え、日本ボクシングコミッションに引退届を提出することはしなかった。星野が復帰を決意してジムに戻って来た時に花形は「小さいジムじゃ世界戦はやれねえって思われたんじゃシャクだし、何より後に続こうってヤツらがあきらめちまう」と考え、星野が勝っていったら世界戦を組まなくてはとすでに覚悟していた。初めて世界戦を主催したことについて花形は、雑多なことに注意しなくてはならないから大変だったが周囲の援助で実現できたと言い、選手は試合だけすればいいが、勝つか負けるかがすべて自分にかかっている選手は一番大変だと話し、また、選手が練習をするのもしないのも選手本人に返ってくることだから、それをするかしないかは選手に任せて強制はせず、それがジムの選手の多くが最終的に長く活動している理由だと話している。
花形ジムは明るく、アットホームな雰囲気の楽しいボクシングジムである事と花形会長自身も気さくな人柄で知られている。選手・練習生も気軽に出入りする会長室には花形とライバル大場政夫との世界戦のポスターやツーショット写真のパネルが飾られ、現役時代の横浜協栄ジムでの同僚でOPBFフライ級王者だった高田次郎も特別コーチに名を連ねている。
また花形と長年に渡り親交深い大橋秀行が経営する大橋ジムとの対抗戦を横浜文化体育館、ワタナベジムとの対抗戦を後楽園ホールで不定期ながら共催で実施している。
2008年の日本ボクシングコミッションによる女子認可以前は日本女子ボクシング協会に鴨居ジムの名称で参戦していた。
2018年9月30日、花形冴美が師匠と同じ5度目の挑戦で女子世界王座獲得。これに伴いワタナベ、大橋、真正、白井・具志堅、青木に次いで6番目の男女世界王者を輩出したジムとなった。
2019年、花形会長が東日本ボクシング協会会長に就任（日本プロボクシング協会会長も兼任）。同年12月に休会となった協栄から全日本新人王決定戦を控えていた2名を含む一部選手及びスタッフを暫定的に所属とした。おなじく12月で休会となった青木に所属していた元WBO世界フライ級王者木村翔も同様の措置で所属させた。

## 主な所属選手

### 世界王者
- 星野敬太郎（WBAミニマム級）
- 花形冴美（IBF女子アトム級）

### 主な現役選手
- 若狭与志枝
- 酒井孝之
- 矢野乃莉守
- 松田恵里（TEAM10COUNTから移籍）

### かつて所属した主な選手

#### 日本王者
- 北澤鈴春
- 岡田明広
- 木村章司
- 菊井徹平
- 猪崎かずみ
- 大平剛
- 齊藤裕太

#### 日本タイトル挑戦経験者
- 伯耆淳
- 高橋建一
- 高倉敬典
- 福島学（JBスポーツクラブから移籍、花形ジム移籍第1戦のリングネームは福島仕）
- 立木正祥

#### その他
- 當別當義幸（後のプロレスラー鴨居長太郎）
- 飯田覚士（名古屋の緑ボクシングジムへ移籍）
- 花形晋一（創始者の一人息子、現在はマネージャー）
- 平岡アンディ（大橋ジムへ移籍）
- 木村翔

## 交通アクセス
- JR横浜線鴨居駅から徒歩6分
- 第三京浜道路港北ICから車で5分